# Autor (direito)
Autor, no direito processual (tanto civil quanto criminal), é uma das partes do processo, em contraposição ao réu; em ciência jurídica diz-se que é o pólo ativo da chamada relação jurídica processual, que forma uma triangulação em cujo vértice está o Estado, representado pela figura do juiz.